# (34142) Sachinkonan
2000 QE12 (asteroide 34142) é um asteroide da cintura principal. Possui uma excentricidade de 0.14302870 e uma inclinação de 0.93148º.
Este asteroide foi descoberto no dia 24 de agosto de 2000 por LINEAR em Socorro.